# Juraj Gramantik
Juraj Gramantík (28. duben 1848 Prievidza, Rakouské císařství – 12. září 1916 Pešť, Uhersko) byl slovenský vlastenec, spisovatel a kněz.

## Kariéra
Téměř padesát let působil jako kaplan a později farář na území Trenčianské stolice(např.Štiavnik, Kysucké Nové Mesto či Petrovice), bojoval za práva slovenského národa a odmítal maďarizaci. V roce 1880 byl přeložen do Prečína, kde plnil funkci faráře až do svého skonu. Během svého působení v Prečíně se zasloužil o výstavbu nové školy, opravu kaple sv. Anny.
Zemřel 12. září 1916 po operaci v pešťské nemocnici. Jeho tělo bylo převezeno a pochováno na hřbitově v Prievidzi.

## Dílo
Gramantikovo vlastenectví se projevovalo také v jeho dílech, které publikoval především v katolických časopisech. Psal také náboženské a andragogické (lidovýchovné) úvahy.